# エノク・クワテン
エノク・クワテン (Enock Kwateng , 1997年4月9日 - ) は、フランス・イヴリーヌ県マント＝ラ＝ジョリー出身のプロサッカー選手。ポジションはDF。

## 来歴

### クラブ
地元クラブでプレーを始め、2012年にFCナントの下部組織に入団。2015年8月15日のアンジェSCO戦でプロデビューを果たした。
2019年6月、FCジロンダン・ボルドーに4年契約で移籍した。
2023年2月14日、MKEアンカラギュジュに1年半契約で加入した。

### 代表
2016年7月、U-19代表の一員としてドイツで開催されたUEFA U-19欧州選手権2016に参加、優勝を果たした。
なおガーナにルーツを持つため、ガーナ代表でプレーする権利も有している。

## タイトル
U-19フランス代表
- UEFA U-19欧州選手権: 2016